# Atrane
Atrane, falsche Lesung Achrane, war ein etruskischer Keramikproduzent. Vermutlich wirkte er im 2. Jahrhundert v. Chr. Er ist durch Stempel auf mindestens 26 Askoi der Ruvfies-Gruppe aus rotem Ton („red sigillata“) bekannt. Wahrscheinlich handelt es sich bei ihm um den Besitzer einer Keramikwerkstatt in Perugia, deren Produkte in Etrurien weit verbreitet waren.